# Psychotria taupotinii
Psychotria taupotinii là một loài thực vật có hoa trong họ Thiến thảo. Loài này được F.Br. miêu tả khoa học đầu tiên năm 1935.